# Shivers (spel)
Shivers is een psychologisch horroravonturenspel van Sierra On-line uit 1995. Het werd ontwikkeld met Sierra's Creative Interpreter.

## Verhaal
De speler staat in de schoenen van een tiener die van zijn vrienden een weddenschap heeft aangegaan: overnachten in het museum van professor Windlenot waar het 's nachts zou spoken.
Al snel wordt duidelijk dat er kwaadaardige geesten ronddwalen die zichzelf "Ixupi" noemen. Zij trachten de speler te doden door zijn levenskrachten af te nemen. De speler dient alle geesten te vangen voordat het ochtend is. Daarvoor dient hij diverse puzzels op te lossen, doolhoven te passeren en verborgen doorgangen te zoeken.